# Wynne Gibson
Pour les articles homonymes, voir Gibson.

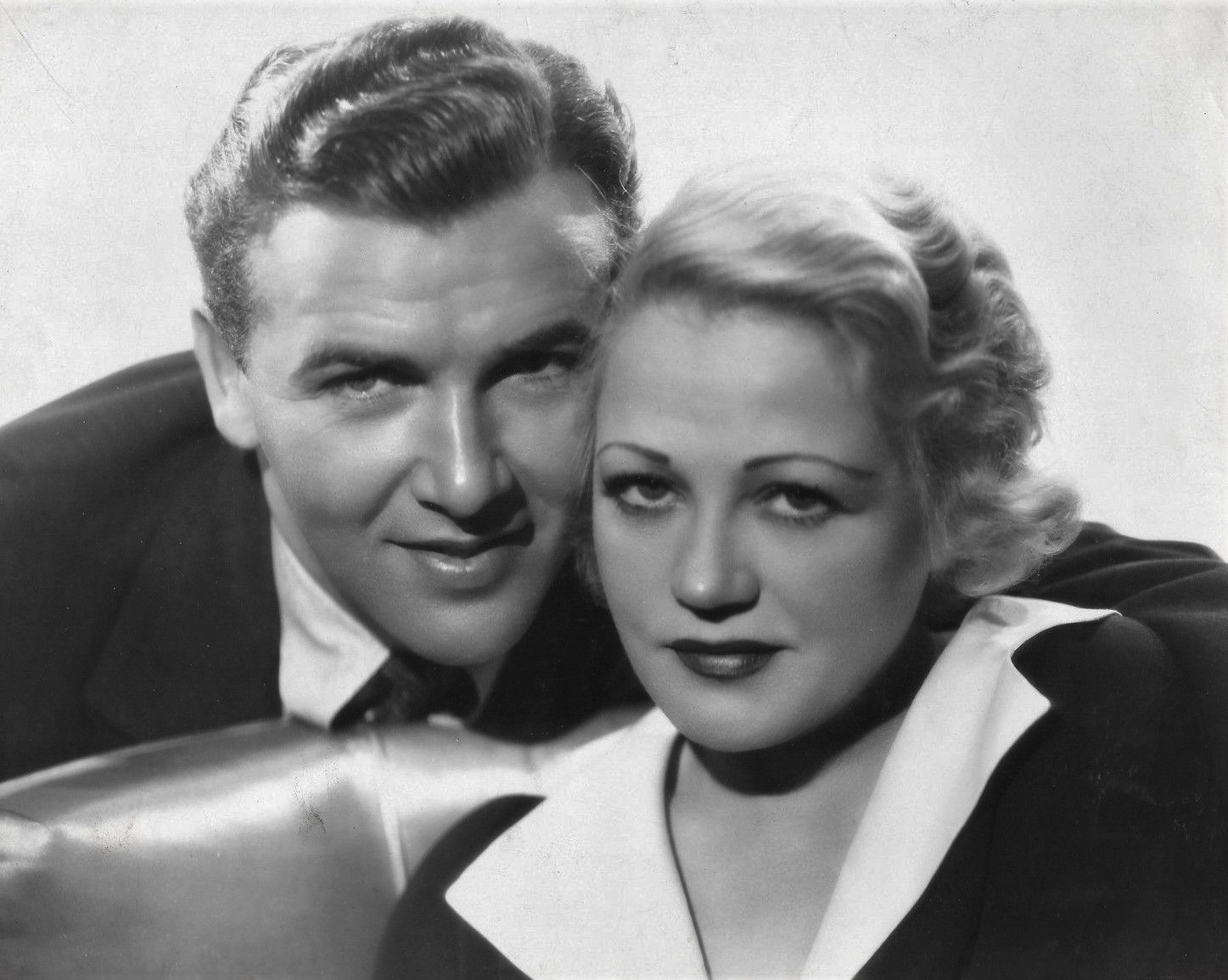
Avec Preston Foster, dans ' (1934, photo promotionnelle)

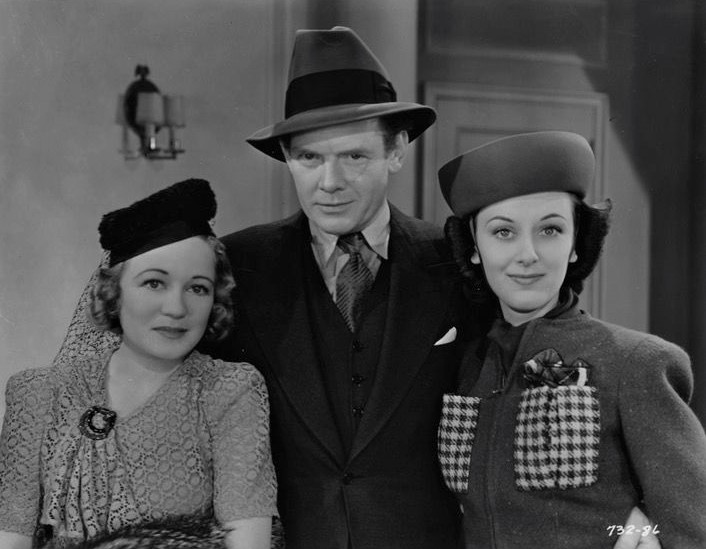
Avec Charles Bickford et Ann Dvorak (à d.), dans La Loi de la pègre (1938, photo promotionnelle)

Winifred Elaine « Wynne » Gibson, née le 3 juin 1898 à New York (État de New York) et morte le 15 mai 1987 à Laguna Niguel (Californie), est une actrice américaine.

## Biographie
Wynne Gibson débute au théâtre en 1921 dans une revue et ensuite, se produit entre autres dans le répertoire du vaudeville. Elle joue deux fois à Broadway (New York), dans la comédie musicale When You Smile (1925, avec Imogene Coca) et dans la pièce Jarnegan de Charles Beahan et Garrett Fort (1928-1929, avec Joan et Richard Bennett).
Au cinéma, elle contribue à une quarantaine de films américains, le premier étant Nothing But the Truth de Victor Schertzinger (1929, avec Richard Dix et Berton Churchill). Ses deux derniers films sortent en 1943, dont Le Faucon pris au piège (avec Tom Conway et Harriet Nelson).
Entretemps, mentionnons Les Carrefours de la ville de Rouben Mamoulian (1931, avec Gary Cooper et Sylvia Sidney), Le capitaine déteste la mer de Lewis Milestone (1934, avec Victor McLaglen et John Gilbert) et Gangs of New York de James Cruze (1938, avec Charles Bickford et Ann Dvorak).
Elle réapparaît brièvement à la télévision américaine, d'abord dans un téléfilm de 1946, puis dans cinq séries, depuis Studio One (un épisode, 1949) jusqu'à Producers' Showcase (en) (un épisode, 1956), avant de se retirer définitivement.
Après un bref mariage conclu par un divorce, Wynne Gibson devient en 1938 la compagne de l'actrice Beverly Roberts (1914-2009), jusqu'à sa mort en 1987, à 88 ans.

## Théâtre à Broadway (intégrale)
- 1925 : When You Smile, comédie musicale, musique de Tom Johnstone, lyrics de Phil Cook, livret de Jack Alicoate et Tom Johnstone : Ann
- 1928-1929 : Jarnegan, pièce de Charles Beahan et Garrett Fort, mise en scène de Richard Bennett : Pauline Clare

## Filmographie partielle

### Cinéma
- 1929 : Nothing But the Truth de Victor Schertzinger : Sabel Jackson
- 1931 : Les Carrefours de la ville (City Streets) de Rouben Mamoulian : Agnes
- 1931 : Le Chemin du divorce (The Road to Reno) de Richard Wallace : Mme It-Ritch
- 1931 : Kick In de Richard Wallace : Myrtle Sylvester
- 1931 : Les Bijoux volés (The Stolen Jools) de William C. McGann (court métrage) : une journaliste
- 1931 : Pénitencier de femmes (en) (Ladies of the Big House) de Marion Gering : Susie Thompson
- 1931 : Man of the World de Richard Wallace
- 1932 : Le Provocateur (Lady and Gent) de Stephen Roberts : « Puff » Rogers
- 1932 : Two Kinds of Women de William C. de Mille : Phyllis Adrian
- 1932 : Si j'avais un million (If I Had a Million), film à sketches de James Cruze et autres : Violet Smith
- 1932 : Nuit après nuit (Night After Night) d'Archie Mayo : Iris Dawn
- 1933 : Aggie Appleby, Maker of Men (en) de Mark Sandrich : Agnes « Aggie » Appleby
- 1934 : Le capitaine déteste la mer (The Captain Hates the Sea) de Lewis Milestone : Mme Jeddock
- 1934 : Sleepers East (en) de Kenneth MacKenna : Lena Karelson
- 1937 : Michael O'Halloran (en) de Karl Brown : Grace Mintum
- 1938 : La Loi de la pègre (Gangs of New York) de James Cruze : « Orchid »
- 1938 : Trompe-la-mort (en) (Flirting with Fate) de Frank McDonald : Bertha
- 1939 : My Son Is Guilty de Charles Barton : Claire Morelli
- 1940 : Forgotten Girls (en) de Phil Rosen : Frances Wingate
- 1943 : Mystery Broadcast de George Sherman
- 1943 : Le Faucon pris au piège (The Falcon Strikes Back) d'Edward Dmytryk : Geraldine Lipton

### Télévision
(séries)
- 1949 : Studio One, saison 2, épisode 10 Two Sharp Knives de Franklin J. Schaffner : la conspiratrice Hotcha
- 1956 : Producers' Showcase (en), saison 2, épisode 12 Happy Birthday d'Alex Segal : Gail